# Érysichthon fils de Cécrops
Pour les articles homonymes, voir Érysichthon.
Dans la mythologie grecque, Érysichthon (en grec ancien : Ἐρυσίχθων / Erysíkhthōn) est le fils de Cécrops (premier roi d'Attique) et d'Aglaure (fille d'Actée), et le frère d'Aglaure, Hersé et Pandrose (prêtresses de l'Érechthéion).
Il dut apporter une statuette de bois de la déesse Ilithyie de l'île de Délos mais mourut sur le chemin du retour, alors que son père était encore vivant. D'après saint Jérôme, il atteignit le temple d'Apollon de Délos.
Il fut inhumé à Prasiae (en) , ville portuaire de l'Attique, d'où les pèlerins embarquaient pour Délos.

## Sources
- Pseudo-Apollodore, Bibliothèque [détail des éditions] [lire en ligne], IV, 179–180.
- Pausanias, Description de la Grèce [détail des éditions] [lire en ligne], I, 18, 5 et 31, 2.
- Athénée, Deipnosophistes [détail des éditions] (lire en ligne), IX, 392d.
- Saint Jérome, Chronique, Manuscrit Merton, Folio (no 33 recto)